# 한국학생근대5종연맹
한국학생근대5종연맹(韓國學生近代五種聯盟, Korea Student Modern Pentathlon Federation, KSMPF)은 대한민국의 초등학교 근대5종, 중학교 근대5종, 고등학교 근대5종, 대학 근대5종을 관할하는 스포츠 행정 기구이다.

## 같이 보기
- 대한근대5종연맹
- 한국실업근대5종연맹